# Pańćatattwa

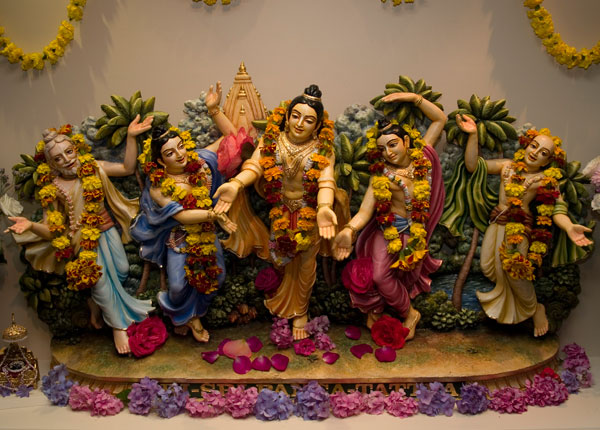
Postacie pięciu inkarnacji Kryszny

Pańćatattwa (z sanskrytu: Pięć Prawd lub Pięć Rzeczywistości) – w teologii gaudija wisznuizmu określenie Pięciu Aspektów Najwyższej Osoby Boga, czyli Kryszny lub Prawdy Absolutnej.
Jest to pięć inkarnacji, które w XV w. miały pojawić się w Indiach jako: Ćajtanja Mahaprabhu, Nitjananda Prabhu, Adwajta Aćarja, Gadadhara Pandita i Śriwasa Thakura. Ich dziełem było szerzenie bhaktijogi, czyli miłości i oddania dla Kryszny oraz popularyzowanie Mahamantry.

## Pięć Aspektów
- Ćajtanja Mahaprabhu uznawany jest za wcielenie samego Kryszny, czyli Boga.
- Nitjananda jest pierwszą ekspansją Kryszny, wcieleniem Balaramy.
- Adwajta Aćarja jest połączonym wcieleniem Wisznu i Śiwy (Harihara).
- Gadadhara Pandita jest wcieleniem wewnętrznej energii Kryszny, czyli Radhy/Rukmini.
- Śriwasa Thakura jest czystym bhaktą (wielbicielem) Kryszny, wcieleniem mędrca Narady.

Pańćatattwa są często czczeni w świątyniach Hare Kryszna pod postacią grupy pięciu posągów (w Polsce w świątyni w Czarnowie).
Ćajtanja Ćaritamrita (1.14) zawiera następującą modlitwę: „Składam pokłon Panu Krysznie, który pojawia się jako wielbiciel (Pan Ćajtanja), jako Jego własna ekspansja (Śri Nitjananda), Jego inkarnacja (Śri Adwajta), Jego sługa (Śri Śriwasa) i Jego energia (Śri Gadadhara) i który jest źródłem siły dla bhaktów.”

## Panćatattwamantra
Jest to mantra bardzo często śpiewana lub intonowana przez wyznawców gaudija wisznuizmu (w tym także wyznawców Hare Kryszna) np. podczas ofiarowania pokarmu Krysznie; często poprzedza Mahamantrę. Pańćatattwamantra zawiera imiona Pięciu Aspektów Boga i uważana jest za obdarzającą boskim miłosierdziem, co uznaje się za szczególnie potrzebne w obecnym „wieku upadku” (kali juga):
dżaja śri-kryszna-ćajtanja, prabhu-nitjananda,
śri-adwajta gadadhara, śriwasadi goura-bhakta-wrinda